# Lisbon (New Hampshire)
Pour les articles homonymes, voir Lisbon.
Lisbon est une municipalité américaine située dans le comté de Grafton au New Hampshire. Selon le recensement de 2010, sa population est de 1 595 habitants, dont 980 à Lisbon CDP.

## Géographie
La municipalité s'étend sur 26,64 milles carrés (69 km2), dont 0,44 milles carrés (1,14 km2) d'étendues d'eau.

## Histoire
Dans les années 1760, trois chartes sont accordées sur cette localité : sous le nom de Concord (1763), Chiswick (1764) puis Gunthwaite (1768). La municipalité est renommée Lisbon en 1824, les électeurs approuvant la proposition du gouverneur Levi Woodbury, qui fait honneur à la capitale portugaise où son ami William Jarvis est consul.